# 普通自転車

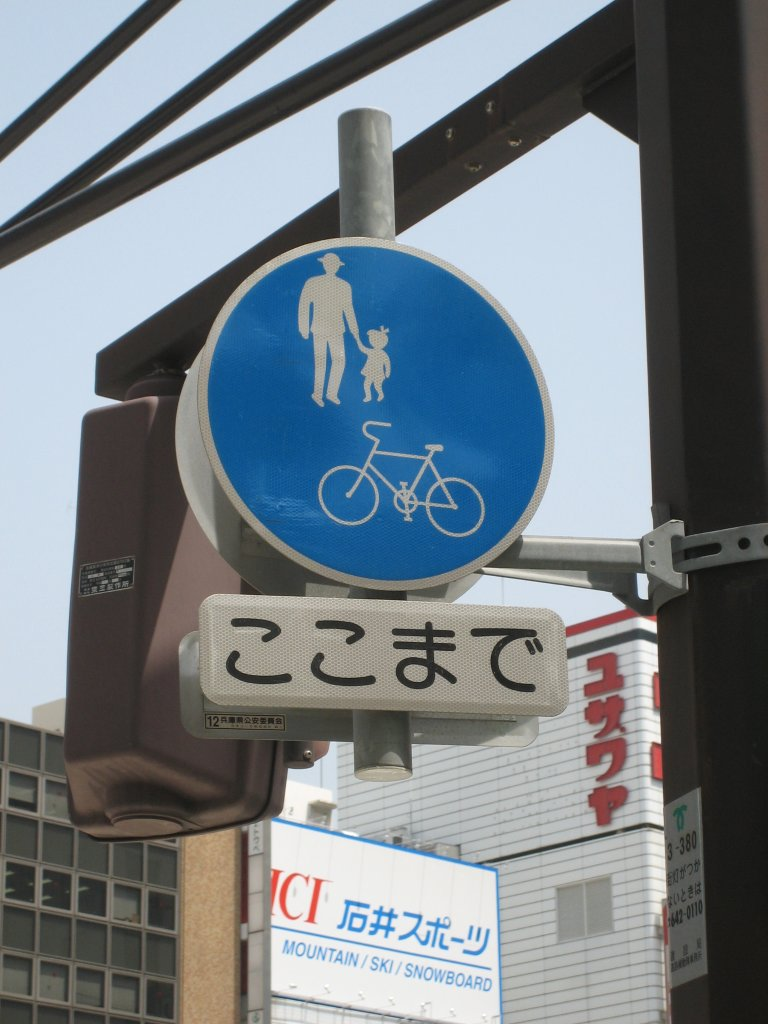
「自転車及び歩行者専用」（325の3）の道路標識　「ここまで」と追加されているのでこの標識の位置から先は普通自転車は原則として通れない（原則として押して歩く）

普通自転車（ふつうじてんしゃ）は、日本の道路交通法とその関連法令の用語で、自転車のうち、大きさと構造が基準を満たし、「自転車及び歩行者専用（325の3）」の道路標識が設置された歩道（自転車歩行者道参照）を通行することができるものを指す。

## 経緯
この名称が道路交通法に加えられた1978年の国会審議で、浅沼清太郎警察庁長官は、「歩道を通行することのできる自転車は普通自転車と称することとし、新たに車体の大きさ等について制限を加える」と説明している（1978年4月7日衆議院地方行政委員会）。
2007年には道路交通法が改正され、一定の条件下で普通自転車の歩道通行基準が実質的に緩和された。
法令上、普通自転車という用語は、原動機付自転車と区別して人力を主な動力源とする自転車全てを指すものではない。自転車のなかにはタンデム車をはじめとして普通自転車に該当しないものも含まれる。また電動アシスト自転車以外の自転車を指すものでもない。電動アシスト自転車の大部分は、普通自転車の基準に適合する。
道路標識・道路標示において、車両の種類を示す際の「自転車」という文字による表示は、「普通自転車」を意味する。なお、通行止めの道路標識での自転車マークの絵柄による表示は、「自転車」を意味する（車両の種類を絵柄によって表示する場合も同様）。これら以外の「自転車」という文字による表示や自転車マークの絵柄による表示は、各道路標識等の定義により異なる。

## 定義
普通自転車は「車体の大きさ及び構造が内閣府令で定める基準に適合する自転車で、他の車両を牽引していないもの」（道路交通法第63条の3）であるとされ、該当する内閣府令である道路交通法施行規則第9条の2の2で以下の基準が定められている。
なお、2020年11月30日までは普通自転車は「二輪又は三輪の」自転車に限られていたが、2020年12月1日改正法令施行により四輪の自転車も含まれるようになった。ただし車体の大きさの要件に変更はなく、普通自転車となる四輪自転車は構造上比較的小型となる（従来見られた比較的大型のものの四輪自転車は、車体の大きさを満たさないため、普通自転車以外の自転車となる）。
なお、四輪自転車に関しては、サイズ要件（長さ190cm、幅60cm）を満たしていれば自転車道（狭義）を通行可となり、また押し歩きがみなし歩行者となる。その一方で、普通自転車の要件についてはそれ以外の要件（一人乗り、ブレーキ要件、危害突出部無しなど）もある。前者と後者の条件は同一ではないため、サイズ要件を満たしながら普通自転車に該当しない四輪自転車も存在しうる。事例として、サイズ要件（長さ190cm、幅60cm）を満たすタンデムの四輪自転車は、条件付きの歩道通行は不可だが、自転車道（狭義）は通行可であり、押し歩きはみなし歩行者となる。

## 型式認定
道路交通法施行規則第39条の5に、自転車の製作、組立て又は販売を業とする者が行う「普通自転車の型式認定」手続きが定められている。この手続きによる認定を受けていない自転車でも、同施行規則第9条の2の基準に適合するものは普通自転車となる。

## TSマーク
TSはTraffic Safety（交通安全）の略。1979年10月に導入された。自転車安全整備店において、自転車安全整備士が利用者の依頼に基づき点検・整備をし、普通自転車の基準に適合することを確認した自転車に貼る。警察庁が所管する日本交通管理技術協会が交付する。同協会は、自転車安全整備技能検定を実施し、その合格者を自転車安全整備士として登録するほか、自転車安全整備店を審査・登録している。
1982年4月から、TSマーク付帯保険が設けられた。青色の第1種TSマークと赤色の第2種TSマークがあり、付帯保険の補償額が異なる。この付帯保険の有効期限はTSマークに記載されている点検日から1年間であり、更新のためには自転車安全整備士に再び点検・整備・確認してもらう必要がある。このため、自動車損害賠償責任保険のような強制保険や車検制度のない自転車で、それらに近い役割を果たすものと位置づけられている。しかし、2010年8月、この保険の加入率は2%であると報道された。TSマークを貼ってもらうには点検や整備などにかかる料金が必要だが、一律ではなく、店やTSマークの種類によって金額は異なっている。
これとは別に日本交通管理技術協会が行っている普通自転車・電動アシスト自転車における型式認定を受けた車両へのTSマークもあり、該当車両には緑色の基準適合マークまたは型式認定番号マークが貼付される。

## 通行方法に関する法令の規定
自転車のうち、普通自転車であることを特に要件としている規定を列挙する。
- 自転車道（狭義）が設けられている道路では、原則として自転車道を通行しなければならない（道路交通法第63条の3）。
- 標識等により認められているなど「歩道通行の要件」を満たす場合、歩道の中央から車道寄りの部分を徐行して通行することができる。いかなる普通自転車も歩道の中央から路端寄りの部分を通行してはならない[注 5]（同第63条の4第1項、第2項）。このほか「普通自転車通行指定部分」も参照のこと。
- 標識等（「並進可（401）」）により認められている道路では、普通自転車は、他の普通自転車と並進することができる。ただし3台以上の並進は不可である（同第63条の5）[注 6]。
- 交差点への進入の禁止を表示する道路標示（「普通自転車の交差点進入禁止（114の4）」）があるときは、道路標示を越えて交差点に入ってはならない（同第63条の7第2項）[注 7]。

- 自転車専用道路あるいは自転車歩行者専用道路（道路全体を専ら自転車あるいは自転車と歩行者の通行のために提供するもの）については、「自転車専用 (325の2)」あるいは「自転車及び歩行者専用 (325の3)」の道路標識が設置される。この道路標識の設置主体が都道府県公安委員会である場合、普通自転車に該当しない自転車は通行が禁止される（手押し歩行は可）。設置が道路管理者による場合は、自転車全般が通行可能である。

### 歩道通行の要件
道路交通法上の「歩道」を普通自転車が通行（原則として徐行）できる基準は次のとおりである（普通自転車に該当しない自転車、軽車両は依然として「歩道」の通行は認められていない）。
- 「自転車通行可」の道路標識がある歩道であること（第63条の4第1項第1号）。
- 「自転車通行可」の道路標識がない歩道においては、次のいずれかを満たすこと。
  - 普通自転車の運転者が、児童・幼児（12歳以下の子供）、70歳以上の高齢者、車道を安全に通行することに支障がある障害者である場合（第63条の4第1項第2号、道路交通法施行令第26条）。
  - 「車道等の状況に照らして自転車の通行の安全を確保するため、歩道を通行することがやむを得ないと認められる場合」（第63条の4第1項第3号）

上記のうち、「自転車通行可」の道路標識がない歩道における要件は、2007年の道路交通法改正により追加されたものであり、それ以前は、そのような歩道での普通自転車の通行は法律上認められていなかった。
「車道等の状況に照らして自転車の通行の安全を確保するため、歩道を通行することがやむを得ないと認められる場合」の規定については具体的な例示はなく、法解釈上も道路の個別状況に左右されうる。自転車による歩道通行の実態を追認した規定とも解されかねない。
警察官・交通巡視員により歩行者の安全を確保するための現場における指示があった場合、「歩道」の通行は一律に禁止される（第63条の4第1項）。たとえ「自転車通行可」の道路標識がある歩道であっても禁止であり、車道等を通行するか、歩道を押して歩くのいずれかである。

## 歩道通行法制化の経緯
1970年改正以前の道路交通法では、自転車が歩道を通行することは認められていなかった。ただし、久保卓也警察庁交通局長は「現に今日でもこれは法律的な根拠はなくって、実際の指導上、歩道の上を自転車を通らしているところもあります」と発言している（1970年4月2日参議院地方行政委員会）。
同法の1970年改正によって、「二輪の自転車は、第十七条第一項の規定にかかわらず、公安委員会が歩道又は交通の状況により支障がないと認めて指定した区間の歩道を通行することができる」（第17条の3）として歩道通行に法的根拠が与えられた。この年には道路構造令が大幅に改正される（旧令を廃止し、新令を制定）など、法令上自転車を自動車から分離する方向が固まった。
続いて1978年改正により、主婦が買い物に使うものを念頭に「車の大きさも余り大きいものではございませんので、むしろ歩道に上げた方が安全」（杉原正警察庁交通局長・1978年4月25日衆議院地方行政委員会）との前提で、普通自転車に三輪の自転車が加えられた。
杉原局長は1978年5月9日参議院地方行政委員会で「車道に自転車を走らせると、自転車が非常に危ないがゆえに……やむを得ず歩道に上げるわけであります……」「歩道の上に自転車を上げなきゃならないというのは道路のまさに日本的な欠陥でございます。」とも発言している。
この日の同委員会で、鈴木良一警察庁交通局交通企画課長は、歩道における自転車の想定される徐行速度について「時速四、五キロぐらいのことであろうと思いますが、すぐとまれる速度」と発言している。また、道路交通執務研究会編著、野下文生原著『道路交通法解説 : 執務資料』（13-3訂版、東京法令出版、2007年）は、第63条の4第2項についての項目で「歩行者の歩速毎時四キロメートルから考えて、毎時六キロメートルから八キロメートル程度ということができよう」（655ページ）と述べており、同様の記述が警察・国土交通省などのウェブサイト上に見られる。